# Murat (Vorname)
Murat ist ein türkischer, kurdischer, albanischer und bosnischer männlicher Vorname arabischer Herkunft mit der Bedeutung „Wunsch“, „Sehnsucht“; übertragen „Der Erwünschte“. Arabische Formen des Namens sind Murad bzw. Mourad.

## Namensträger
- Murat Akça (* 1990), türkischer Fußballspieler
- Murat Akın (* 1986), belgisch-türkischer Fußballspieler
- Murat Arslan (* 1974), türkischer Richter
- Murat Aslanoğlu (* 1972), deutscher muslimischer Vorsitzender des KCID (2003–2008)
- Murat Başesgioğlu (* 1955), türkischer Politiker und Staatsminister
- Murat Belge (* 1943), türkischer Publizist und Verleger
- Murat Boz (* 1980), türkischer Musiker
- Murat Çakır (* 1960), deutscher Übersetzer und Politiker
- Murat Ceylan (Fußballspieler) (* 1988), türkischer Fußballspieler
- Murat Ceylan Wish (* 1989), türkischer Schauspieler, Moderator und Sänger
- Murat Naci Çoklu (* 1974), türkischer Karambolagespieler
- Murat Coşkun (* 1972), deutscher Perkussionist
- Murat Dalkılıç (* 1983), türkischer Popmusiker
- Murat Dikenci (* 1987), deutsch-türkischer Schauspieler
- Murat Duruer (* 1988), türkischer Fußballspieler
- Murat Erdoğan (* 1976), englisch-türkischer Fußballspieler und -funktionär
- Murat Georgijewitsch Gassijew (* 1993), russischer Profiboxer
- Murat Günak (* 1957), deutsch-türkischer Automobildesigner
- Murat Gürbüzerol (* 1988), türkischer Fußballspieler
- Murat Ham (* 1975), deutscher Politikwissenschaftler, Journalist und Autor
- Murat İrişli (* 1994), türkischer Fußballspieler
- Murat Jašarević (* 1969), bosnischer Fußballspieler
- Murat Kalkan (* 1986), deutsch-türkischer Fußballspieler
- Murat Nausbijewitsch Kardanow (* 1971), russischer Ringer
- Murat Kayalı (* 1989), türkischer Fußballspieler
- Murat Kekilli (* 1968), türkischer Musiker
- Murat Kurnaz (* 1982), deutsch-türkischer ehem. Gefangener in Guantanamo Bay
- Murat Mola (* 1967), deutscher Ingenieur und Hochschullehrer
- Murat Önür (* 1981), türkischer Fußballspieler
- Murat Özcan, türkischer Fußballschiedsrichter
- Murat Özcan, deutsch-türkischer Unternehmer und Ehemann von Saliha Özcan
- Okan Murat Öztürk (* 1967), türkischer Musiker
- Murat Parlak (* 1975), deutscher Komponist, Pianist und Sänger
- Murat Sağlam (* 1998), türkischer Fußballspieler
- Murat Şahin (* 1976), türkischer Fußballspieler
- Murat Salar (* 1976), deutsch-türkischer Fußballspieler und -trainer
- Murat Satin (* 1996), österreichischer Fußballspieler
- Murat Sjasikow (* 1957), russischer Politiker, Präsident der Republik Inguschetien
- Murat Sözgelmez (* 1985), türkischer Fußballspieler
- Murat Türkkan (* 1983), türkischer Fußballspieler
- Murat Ülker (* 1959), türkischer Unternehmer
- Murat Uluç (* 1981), türkischer Fußballspieler
- Murat Uyurkulak (* 1972), türkischer Schriftsteller und Journalist
- Murat Yakin (* 1974), Schweizer Fußballspieler und -trainer
- Murat Yiğiter (* 1971), türkischer Fußballspieler
- Murat Yıldırım (* 1987), türkisch-niederländischer Fußballspieler

## Variante
- Murathan